# Římskokatolická farnost Dolní Dvořiště
Římskokatolická farnost Dolní Dvořiště je územním společenstvím římských katolíků v rámci českokrumlovského vikariátu českobudějovické diecéze.

## O farnosti
Obec byla založena ve 13. století. Roku 1380 je zmínka o městečku. Roku 1367 zde byla založena plebánie a matriky se zde vedou od roku 1633. Od roku 1641 se stala cisterciáckou farou obsazovanou z Vyšebrodského kláštera. První zmínka o kostele svatého Jiljí pochází z roku 1297 a nový kostel byl založen roku 1400 Petrem I. z Rožmberka. Stavba byla dokončena roku 1488 a roku 1507 byl vysvěcen.
V průběhu druhé světové války byla farnost spravována z Lince.
Významným rodákem farnosti byl Josef Leeb, kapitulní a generální vikář.
| Kostel               | Místo          | Bohoslužba          | Bohoslužba | Poznámka     |
| -------------------- | -------------- | ------------------- | ---------- | ------------ |
| Kostel svatého Jiljí | Dolní Dvořiště | neděle 1× za 14 dní | 11.15      | farní kostel |